# Muaro Jambi
Muaro Jambi is een regentschap (kabupaten) in de provincie Jambi op Sumatra, Indonesië. Het regentschap heeft een oppervlakte van 5246 km² en heeft 271.129 inwoners 
(2003). De hoofdstad van Muaro Jambi is Sengeti.
Het regentschap grenst in het noorden aan het regentschap Tanjung Jabung Barat, in het noorden en oosten aan het regentschap Tanjung Jabung Timur, in het zuiden aan het regentschap Musi Banyuasin (in de provincie Zuid-Sumatra) en in het westen aan het regentschap Batang Hari. De provinciale hoofdstad Jambi ligt ook in het regentschap Muaro Jambi, maar deze stad heeft haar eigen bestuur.

## Onderdistricten
Muaro Jambi is onderverdeeld in 7 onderdistricten (kecamatan):
- Jambi Luar Kota
- Maro Sebo
- Sekernan
- Kumpeh Ulu
- Kumpeh
- Mestong
- Sungai Bahar